# Rodolicoite
La rodolicoite è un minerale appartenente al gruppo della berlinite, polimorfo con l'heterosite.

## Etimologia
Il nome è in onore del mineralogista italiano Francesco Rodolico (1905-1988), specialista in storia della geologia.